# Litorale del Cavallino

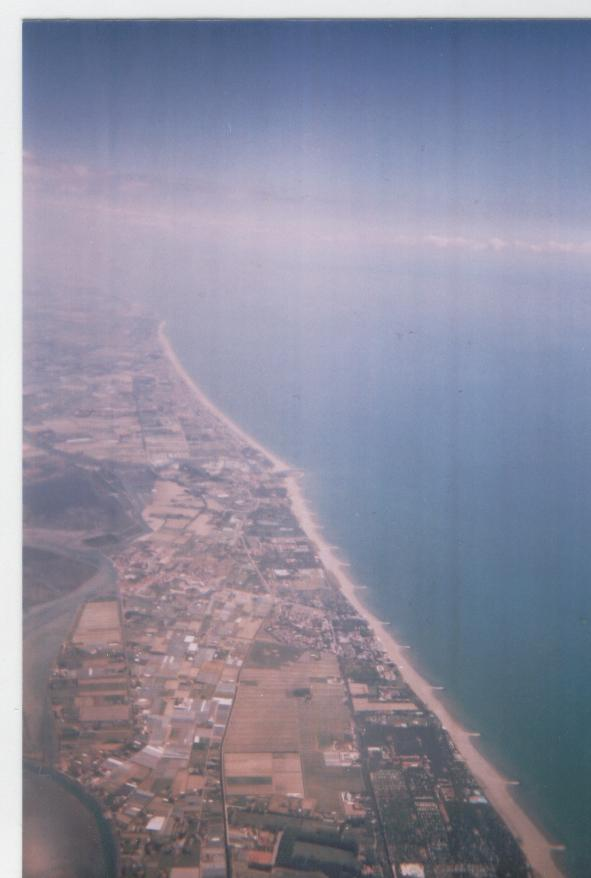
Il litorale del Cavallino all'altezza di Ca' Ballarin, frazione di Cavallino-Treporti

Il litorale del Cavallino o anche solo Cavallino è il tratto della costa veneziana compresa tra punta Sabbioni e il porto di Piave Vecchia.

## Geografia fisica

Il litorale all'altezza dell'omonima località; a sinistra il faro di Piave Vecchia, estremità orientale della spiaggia.

Il litorale si allunga per circa 15 km ed è delimitato a est dal porto di Piave Vecchia (l'attuale foce del Sile), oltre il quale si estende il Lido di Jesolo, e a ovest da punta Sabbioni; qui si apre il porto di San Nicolò che separa il Cavallino dal Lido di Venezia.
La nascita del litorale è abbastanza recente ed è dovuta al trasporto di detriti da parte dei fiumi Piave e Sile. Ancor più "giovane" è l'estremità occidentale, che si è formata dopo la costruzione della diga a difesa del porto di San Nicolò (1888) e al conseguente accumulo di sabbia.
Le peculiarità ambientali dell'area hanno portato alla costituzione del SIC e ZPS "Penisola del Cavallino", con un'estensione di 283 ettari. Benché fortemente antropizzato, il sito si caratterizza per la presenza di sistemi dunali relitti in cui si è sviluppata una caratteristica vegetazione psammofila e igrofila.
Nel tratto di mare antistante la costa si trovano una serie di affioramenti rocciosi di origine biogenica, le cosiddette tegnue.

## Geografia antropica
Il litorale è interamente compreso nel comune di Cavallino-Treporti, costituito nel 1999 per distacco dell'ex quartiere 9 del comune di Venezia.
È una delle località balneari più importanti d'Italia, con quasi sei milioni di presenze turistiche l'anno. Diversamente dal vicino Lido di Jesolo, il Cavallino ha mantenuto intatti i suoi caratteri naturali e paesaggistici; di conseguenza, il suo punto di forza è il turismo all'aria aperta, con numerosi campeggi situati a ridosso della spiaggia. Nel 2025 lungo il litorale erano attivi 38
campeggi, dato che conferma la vocazione dell’area al turismo all’aria aperta.
Un'altra attività fondamentale, che caratterizza le zone più interne e l'area barenicola, è l'orticoltura. La pesca viene praticata sia in mare aperto che nelle valli lagunari.